# 33448 Aaronyeiser
33448 Aaronyeiser este o planetă minoră (asteroid) din centura de asteroizi. A fost descoperită pe 19 martie 1999 la Experimental Test Site⁠(d) de Lincoln Near-Earth Asteroid Research. 
Obiectul prezintă o orbită caracterizată de o semiaxă mare de 2,3162549 UAi, o excentricitate de 0,04, o înclinație de 5,63762 ° în raport cu ecliptica.